# السحر عند البابليين
السحر عند البابليين كان يشبه السحر عند الفراعنة كما يشبه السحر الأسود، كما ذكر القرآن بأن السحر البابلي والذي تمثل في الملكين هاروت وماروت من أخطر أنواع السحر.

## نظرية القرآن في السحر البابلي
﴿وَاتَّبَعُوا مَا تَتْلُو الشَّيَاطِينُ عَلَى مُلْكِ سُلَيْمَانَ وَمَا كَفَرَ سُلَيْمَانُ وَلَكِنَّ الشَّيَاطِينَ كَفَرُوا يُعَلِّمُونَ النَّاسَ السِّحْرَ وَمَا أُنْزِلَ عَلَى الْمَلَكَيْنِ بِبَابِلَ هَارُوتَ وَمَارُوتَ وَمَا يُعَلِّمَانِ مِنْ أَحَدٍ حَتَّى يَقُولَا إِنَّمَا نَحْنُ فِتْنَةٌ فَلَا تَكْفُرْ فَيَتَعَلَّمُونَ مِنْهُمَا مَا يُفَرِّقُونَ بِهِ بَيْنَ الْمَرْءِ وَزَوْجِهِ وَمَا هُمْ بِضَارِّينَ بِهِ مِنْ أَحَدٍ إِلَّا بِإِذْنِ اللَّهِ وَيَتَعَلَّمُونَ مَا يَضُرُّهُمْ وَلَا يَنْفَعُهُمْ وَلَقَدْ عَلِمُوا لَمَنِ اشْتَرَاهُ مَا لَهُ فِي الْآخِرَةِ مِنْ خَلَاقٍ وَلَبِئْسَ مَا شَرَوْا بِهِ أَنْفُسَهُمْ لَوْ كَانُوا يَعْلَمُونَ ۝١٠٢﴾ [البقرة:102]. حيث ذكر الله أن شياطين بابل يعلمون الناس السحر.

## الحضارات وسحر بابل

### الآراميين
عندما هاجم الآراميين والكلدانيين بابل استخدموا أهلها السحر والشعوذة وتحضير الشياطين كما ذكر المؤرخ الآرامي نيبو حدد بأن الجن والشياطين كانوا مع أهل بابل

### الأكديون
تعاملوا أهل أكاد بسحر بابل الذي يشبه السحر الأسود